# Ранх, Иеронимус Юстесен
Иеронимус Юстесен Ранх (англ. Hieronymus Justesen Ranch: около 1539 года, Винкель, Ютландия — 3 декабря 1607, Виборг) — датский писатель. Его пьесы считаются лучшими литературными произведениями Дании в эпоху Возрождения и раннего барокко.

## Биография
Родился в семье приходского священника. В 1561 году поступил в университет Ростока, но спустя 2 года перевелся в университет Виттенберга, который и закончил в степени магистра в 1572 году. По окончании обучения вернулся на родину — в Виборг — работал пастором.